# Chojnik (województwo wielkopolskie)
Chojnik (niem. Honig) – wieś w Polsce położona w województwie wielkopolskim, w powiecie ostrowskim, w gminie Sośnie. Leży ok. 25 km na południowy zachód od Ostrowa Wlkp. przy drodze krajowej nr 25 Bydgoszcz-Wrocław.
Przed 1932 rokiem miejscowość położona była w powiecie odolanowskim. W latach 1954–1971 wieś należała i była siedzibą władz gromady Chojnik, po jej zniesieniu w gromadzie Sośnie. W latach 1975–1998 w województwie kaliskim, w latach 1932-1975 i od 1999 w powiecie ostrowskim.
Zobacz też: Sobki